# Liberté
Liberté este imnul național din Guineea.